# Bumbești-Pițic, Gorj
Bumbești-Pițic este satul de reședință al comunei cu același nume din județul Gorj, Oltenia, România. Se află în partea de est a județului, în Podișul Oltețului.

## Vezi și
- Biserica de lemn din Bumbești-Pițic